# Klaus Kynde Nielsen
Klaus Kynde Nielsen (* 13. April 1966 in Aarhus) ist ein ehemaliger dänischer Radrennfahrer und nationaler Meister im Radsport.

## Sportliche Laufbahn
Kynde Nielsen war Bahnradsportler. 1992 war er Teilnehmer der Olympischen Sommerspiele in Barcelona. Dort gewann er mit Ken Frost, Michael Sandstød, Jimmi Madsen und Jan Bo Petersen die Bronzemedaille in der Mannschaftsverfolgung.
Bei den UCI-Bahn-Weltmeisterschaften der Junioren holte er 1983 mit dem dänischen Vierer die Goldmedaille in der Mannschaftsverfolgung, 1984 gewann er Bronze. Bei den UCI-Bahn-Weltmeisterschaften 1993 gewann er ebenfalls Bronze in der Mannschaftsverfolgung. Mit ihm fuhren im Vierer Lars Otto Olsen, Jimmi Madsen und Jan Bo Petersen. 1993 und 1994 wurde er Sieger in der Mannschaftsverfolgung bei den Meisterschaften der Nordischen Länder.
Den nationalen Titel in der Mannschaftsverfolgung gewann er 1994 mit Jesper Verdi, Jakob Piil, Pascal Carrara und Rud Jacobsson. Im Punktefahren gewann er 1992 die Meisterschaft, 1995 kam er auf den 3. Platz.
Auch im Straßenradsport war Kynde Nielsen erfolgreich. 1994 holte er in der Bayern-Rundfahrt zwei Etappensiege.